# Nototriche ulophylla
Nototriche ulophylla är en malvaväxtart som först beskrevs av Asa Gray, och fick sitt nu gällande namn av Arthur William Hill. Nototriche ulophylla ingår i släktet Nototriche och familjen malvaväxter. Inga underarter finns listade i Catalogue of Life.